# 异形单眼蚤
异形单眼蚤（学名：Monospilus dispar）为盘肠蚤科单眼蚤属的动物。分布于亚洲、欧洲、北美洲、非洲以及中国大陆的福建、江苏、湖北、山东、河北、黑龙江、内蒙古、新疆等地，多见于湖泊沿岸区和池塘的泥层上。